# Orthocis nigrosplendidus
Orthocis nigrosplendidus is een keversoort uit de familie houtzwamkevers (Ciidae). De wetenschappelijke naam van de soort werd in 1955 gepubliceerd door Nobuchi.